# ميتسوبيشي يو اف جيه المالية القابضة
ميتسوبيشي يو اف جيه المالية القابضة هي شركة يابانية قابضة للخدمات المالية ومقرها في تشيودا ، طوكيو، اليابان.
تحتفظ بأصول تبلغ حوالي 2,459 مليار دولار أمريكي اعتبارًا من عام 2016، مما يجعلها خامس أكبر بنك في العالم من حيث إجمالي الأصول وهي واحدة من الشركات الرئيسية لمجموعة ميتسوبيشي. وهي أكبر مجموعة مالية في اليابان وثاني أكبر شركة قابضة في العالم تمتلك حوالي 1.8 تريليون دولار أمريكي (148 تريليون ين ياباني) في الودائع اعتبارًا من مارس 2011. تأتي خطابات من شركة ميتسوبيشي و يونايتد اليابان المالية ، وهي اسم الشركة المستحوذ عليها.

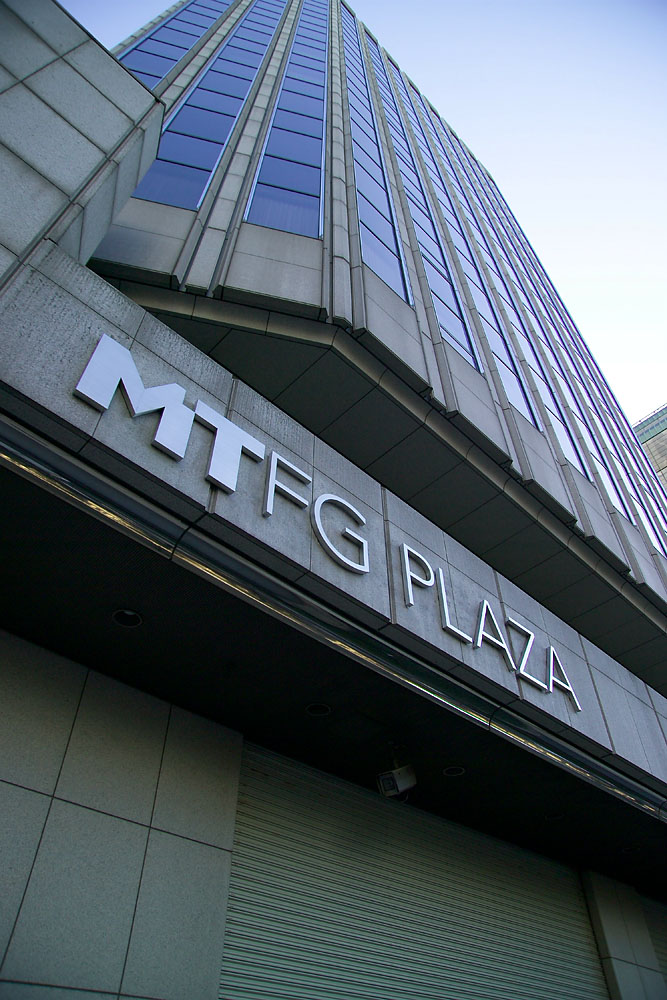
ام تي اف جي بلازا مبنى مكتب ميتسوبيشي طوكيو المجموعة المالية.

واحدًا من أكبر البنوك في اليابان مرتبة حسب الأصول (تقدر بنحو 1 تريليون دولار أمريكي)، في المرتبة الثانية بعد ميزوهو القابضة. في 1 أكتوبر 2005، أكملت MTFG عملية الاستحواذ على UFJ Holdings ، رابع أكبر مجموعة مصرفية في اليابان، لتشكيل Mitsubishi UFJ Financial Group (MUFG)، أكبر بنك في العالم مصنّف من حيث الأصول بقيمة 190 تريليون ين (حوالي 1.7 تريليون دولار).

## مجموعة شركات
(اعتبارًا من 1 يناير 2006)
- MUFG البنك
- ميتسوبيشي نيكوس Co. Ltd., مصدر بطاقة الائتمان، التي تشكلت من خلال اندماج يو اف جى بطاقة Co. Ltd. نيبون Shinpan شركة محدودة، يو اف جى نيكوس Co. Ltd. DC بطاقة Co. Ltd. وكيودو الائتمان خدمة Co. Ltd.
- ميتسوبيشي الثقة والمؤسسة المصرفية
- ميتسوبيشي يو إف جي المالية المحدودة
- ميتسوبيشي يو إف جي المالية الدولية (المملكة المتحدة)
- ميتسوبيشي تكنولوجيا المعلومات
- ميتسوبيشي الأمريكتين القابضة شركة أو MUAH ، وعقد الشركة من MUFG بنك الاتحاد، نا اعتبارا من 1 يوليو 2014
- على Senshu البنك،
- يو اف جى الائتمان
- تويو Hosho الخدمات
- يو اف جى الشريك الاستراتيجي.
- يو اف جى استثمارات الأسهم
- يو اف جى الثقة الأسهم
- NBL .
- يو اف جى المالية التجارية المحدودة
- تويو الثقة إجمالي التمويل
- مو للاستثمار
- ميتسوبيشي لإدارة الأصول المحدودة
- ميتسوبيشي البحوث والاستشارات
- يو اف أي تي
- يو اف جى
- يو اف جى المحدودة.
- يو اف جى بنك كندا، (كندا)
- يو اف جى بنك هولندا (هولندا)
- يو اف جى المالية أروبا A. E. C., (أروبا)
- توكاي المالية (كوراساو) N. V., (جزر الأنتيل الهولندية)
- تي تي بي المالية كايمان المحدودة، (جزر كايمان)
- يو اف جى الاستثمارات آسيا المحدودة (جزر كايمان)

## القابضة
- بنك تشوكيو المحدودة (39.9٪)
- بنك جيفو المحدودة (21.3٪)
- بنك تايشو المحدودة (25.9٪)
- شركة التأجير المركزي المحدودة (14٪)
- بنك ماستر ترست الياباني المحدودة (46.5٪)
- شركة Mobit المحدودة (50٪)
- ام اند تي لتكنولوجيا المعلومات المحدودة (50 ٪)
- Dah Sing Financial Holdings Limited (15.1٪) (هونج كونج)
- مورجان ستانلي (22.4 ٪) (الولايات المتحدة)
- بنك تشونغ هينغ (9.66٪)
- Union Bank NA (100٪) (الولايات المتحدة الأمريكية)
- Vietinbank (20 ٪)، والتي قررت المجموعة لإقامة شراكة إستراتيجية في ديسمبر 2012 [10]
- 19 شركة أخرى.

## روابط خارجية
- موقع Mitsubishi UFJ Financial Group - (باليابانية)
- موقع Mitsubishi UFJ Financial Group - (بالإنجليزية)